# Reinhard Heydrich
Reinhard Tristan Eugen Heydrich (alemão: [ˈʁaɪnhaʁt ˈtʁɪstan ˈɔʏɡn̩ ˈhaɪdʁɪç] (escutarⓘ)) (7 de Março de 1904 – 4 de Junho de 1942) foi um oficial superior alemão durante a Segunda Guerra Mundial, e um dos principais arquitectos do Holocausto. Tinha a patente de SS-Obergruppenführer und General der Polizei (Líder de Grupo Sénior e Chefe da Polícia) tal como chefe do Reichssicherheitshauptamt (Gabinete Central de Segurança do Reich; incluindo a Gestapo, Kripo e SD). Também era Stellvertretender Reichsprotektor (Delegado Protetor do Reich) da Boémia e Morávia, atual República Checa. Heydrich prestou serviço como presidente da Comissão da Polícia Criminal Internacional (ICPC; mais tarde conhecida como Interpol), e esteve à frente da Conferência de Wannsee em Janeiro de 1942, a qual formalizou os planos para a Solução Final e a Questão Judaica — a deportação e o genocídio de todos os judeus na Europa ocupada pelo regime nazi.
Muitos historiadores descrevem-no como a figura mais sombria do regime nazista; Adolf Hitler descreveu-o como "o homem com coração de ferro". Heydrich foi um dos fundadores da Sicherheitsdienst (SD), uma organização de informação encarregada de encontrar e neutralizar a resistência ao Partido Nazi através de detenções, deportações e assassinatos. Ajudou a organizar a Kristallnacht,  uma série de ataques coordenados contra os judeus em toda a Alemanha nazi e partes da Áustria em 9–10 de Novembro de 1938. Os ataques, efectuados por membros das SA e civis, representaram um presságio ao Holocausto. Quando chegou a Praga, Heydrich procurou eliminar a oposição à ocupação nazi suprimindo a cultura checa e deportando e executando os membros da resistência checa. Foi directamente responsável pelo Einsatzgruppen, grupos de intervenção especiais que assassinaram mais de dois milhões de pessoas, incluindo 1,3 milhões de judeus, através de execuções em massa e gaseamentos.
Heydrich foi alvo de um atentado em Praga no dia 27 de Maio de 1942 por uma equipe de soldados checos e eslovacos treinados pelos britânicos, enviados pelo governo checo-eslovaco no exílio para o matar na Operação Antropoide. Heydrich morreu uma semana depois dos ferimentos sofridos. Os serviços de informação nazis ligaram erradamente os assassinos às vilas de Lídice e Ležáky. Lídice foi completamente destruída; todos os homens e crianças acima dos 16 anos de idade foram executados, e quase todas as crianças foram enviadas para campos de concentração nazis.

## Primeiros anos
Heydrich nasceu em 1904 em Halle an der Saale. O seu pai era o compositor e cantor de ópera Richard Bruno Heydrich, e a sua mãe, católica romana, Elisabeth Anna Maria Amalia Krantz. Os seus dois nomes próprios são tributos  musicais patrióticos: "Reinhard" refere-se ao herói trágico da ópera do seu pai Amen, e "Tristan" (Tristão) a Tristan und Isolde de Richard Wagner. O terceiro nome de Heydrich, "Eugen", era o nome do seu avô materno (o Professor Eugen Krantz foi o director do Conservatório Real de Dresden).
Heydrich nasceu no seio de uma família abastada. A música fazia parte da vida de Heydrich; o seu pai fundou o Conservatório de Música de Halle, o Teatro e a Formação, e a sua mãe ensinava piano. Heydrich desenvolveu um gosto por violino e levou este gosto até à idade adulta; impressionava as pessoas com o seu talento musical.
O seu pai era um nacionalista alemão que incutiu ideias patrióticas aos seus três filhos, mas não esteve ligado a nenhum partido político até depois da Primeira Guerra Mundial. A casa onde Heydrich vivia era austera. Na infância, desafiava o seu irmão mais novo para simulação de duelos de esgrima. Heydrich era muito inteligente e obtinha boas notas na escola—em especial em Ciências—na "Reformgymnasium". Um talentoso atleta, tornou-se um especialista em natação e esgrima. Era tímido, inseguro e sofria assédios com regularidade em relação à sua voz de tom agudo e aos rumores de que tinha antepassados judeus. Pelo facto de poder ser de ascendência judaica, recebeu a alcunha de "Moses Handel".
Em 1918, a Primeira Guerra Mundial terminou com a derrota da Alemanha. No final de Fevereiro de 1919, a cidade-natal de Heydrich passou por várias desordens civis—incluindo greves e lutas entre grupos comunistas e anticomunistas. De acordo com directivas do ministro da Defesa Gustav Noske, foi criada uma unidade paramilitar de direita que recebeu ordens para "tomar" Halle. Heydrich, então com 15 anos, juntou-se à Espingardas Voluntárias de Maercker (a primeira unidade Freikorps).Quando as escaramuças acabaram, Heydrich fazia parte da força responsável pela protecção da propriedade privada. Pouco se sabe sobre o seu papel, mas os acontecimentos marcaram-no profundamente; foi o seu "despertar político". Depois, entrou para a Deutschvölkischer Schutz und Trutzbund (Liga Nacional Alemã de Protecção e Abrigo), uma organização anti-semita.
Resultante das condições impostas pelo Tratado de Versalhes, a hiperinflacção estendeu-se por toda a Alemanha e muitos foram aqueles que perderam todas as suas poupanças. Halle também foi atingida. Em 1921, eram poucas as pessoas que podiam pagar por uma educação musical no conservatório de Bruno Heydrich, e esta situação deu origem a uma crise financeira na família Heydrich.

## Carreira na marinha
Em 1922, Heydrich entrou para a Marinha Alemã (Reichsmarine), aproveitando as vantagens que a instituição oferecia como segurança, estrutura e remuneração. Tornou-se cadete em Kiel, a principal base naval da Alemanha. Em 1 de Abril de 1924, foi promovido a Oberfähnrich zur See e foi enviado para receber treino de oficiais na Academia Naval de Mürwik. Em 1926, subiu ao posto de Leutnant zur See, (Tenente-do-mar) e foi escolhido para oficial de sinalização no couraçado Schleswig-Holstein, o navio-almirante da Frota Alemã do Mar do Norte. Com a promoção veio o reconhecimento. Recebeu boas avaliações dos seus superiores e tinha poucos problemas com os outros membros da tripulação. Em 1 de Julho de 1928 foi promovido a Oberleutnant zur See, (Tenente-do-mar principal). O novo posto aumentou a sua ambição e arrogância.
Heydrich destacou-se pelos seus inúmeros relacionamentos. Em Dezembro de 1930, participou num baile do clube de remo e conheceu Lina von Osten. Apaixonaram-se e pouco depois anunciaram o seu noivado. Lina já simpatizava com o Partido Nazi; em 1929 participou no seu primeiro comício. Em 1931, Heydrich foi acusado de "conduta imprópria para um oficial e cavalheiro" por cancelar a promessa de noivado a uma mulher que ele tinha conhecido seis meses antes do noivado com Lina. O almirante Erich Raeder demitiu Heydrich da marinha em Abril. A demissão desolou Heydrich, que se encontrou sem perspectivas de carreira. No que diz respeito à sua relação com Lina, manteve o seu noivado e casaram em Dezembro de 1931.

## Carreira militar e nas SS
Em 1931, Heinrich Himmler começou a desenvolver uma divisão de contra-informação das SS. Seguindo o conselho do seu colega Karl von Eberstein, que era amigo de Von Osten, Himmler concordou em entrevistar Heydrich, mas cancelou a reunião em cima da hora. Lina ignorou o cancelamento, fez as malas de Heydrich e enviou-o para Munique. Eberstein conheceu Heydrich na estação de comboios e levou-o até Himmler. Himmler perguntou a Heydrich que ideias tinha para criar um serviço de informação das SS. Himmler ficou tão impressionado com a resposta que de imediato contratou Heydrich. Apesar de o seu salário inicial de 180 Reichsmarks (equivalente a 40 USD) ser baixo, Heydrich decidiu aceitar o emprego pois a família de Lina apoiava o movimento nazi, e sentia-se atraído pela natureza quase militar e revolucionária do cargo. De início, teve de partilhar o mesmo gabinete e a mesma máquina-de-escrever com um colega mas, por volta de 1932, Heydrich já recebia 290 Reichsmarks por mês, um salário que ele considerava "confortável". À medida que o seu poder e influência aumentavam durante a década de 1930, também o seu salário crescia da mesma forma; em 1938 recebeu um valor anual de 17 371,53 Reichsmarks (cerca de 78 000 USD). O seu número no NSDAP era o 544 916 e o das SS 10 120. Mais tarde, Heydrich receberia o SS-Ehrenring, entregue por Himmler, pelos seus serviços.
Em 1 de Agosto de 1931, Heydrich começou a trabalhar como chefe do novo Serviço de Informação, na sede do Partido Nazi em Munique, na Casa Castanha. Em Outubro, já tinha criado uma rede de espiões e informadores para recolha de informações e para a obtenção de dados que pudessem servir para chantagem em questões políticas. Foi recolhida informação de milhares de pessoas e arquivada na Brown House. Para assinalar a ocasião do casamento de Heydrich em Dezembro, Himmler promoveu-o a SS-Sturmbannführer (major).
Em 1932, os inimigos de Heydrich começaram a espalhar boatos sobre a sua alegada ascendência judaica. Wilhelm Canaris disse ter obtido fotocópias que provavam os antepassados judeus de Heydrich, mas aqueles documentos nunca foram vistos. O Gauleiter nazi Rudolf Jordan também afirmou que Heydrich não era um ariano puro. Dentro da organização nazi tal rumor podia ser destruidor, mesmo para a chefia do serviço de informação do Reich. Gregor Strasser transmitiu as suposições ao especialista em questões raciais do Partido Nazi, o Dr. Achim Gercke, que investigou a genealogia de Heydrich. Gercke elaborou um relatório em que referia que Heydrich era "... de origem germânica e livre de qualquer sangue e cor judaica". Insistiu, ainda, que os rumores não tinham qualquer fundamento. Mesmo com este relatório, Heydrich, a título privado, solicitou ao membro da SD Ernst Hoffman para prosseguir com as investigações e dissipar qualquer dúvida.

### A Gestapo e o Serviço de Segurança

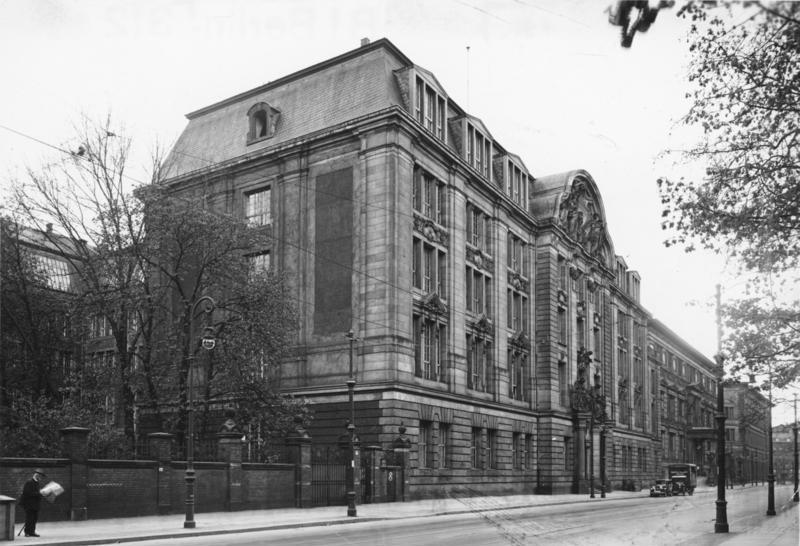
Sede da Gestapo na Prinz-Albrecht-Straße em Berlim, 1933

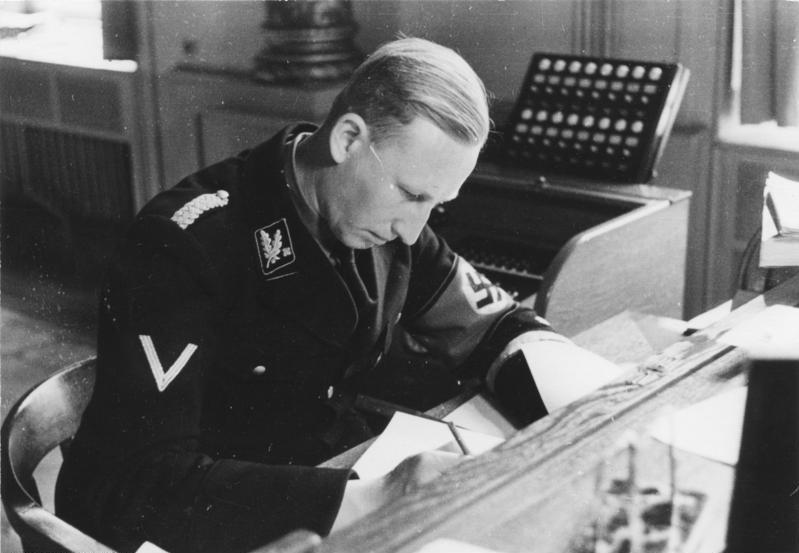
SS-Brigadeführer Heydrich, chefe da polícia bávara e do SD, em Munique, 1934

Em meados de 1932, Himmler nomeou Heydrich chefe do recém-designado serviço de segurança—o Sicherheitsdienst (SD). O serviço de contra-informação de Heydrich desenvolveu-se até se tornar uma máquina de terror e intimidação. Com Hitler ansioso pelo poder absoluto na Alemanha, Himmler e Heydrich queriam controlar as forças da polícia política dos 17 estados alemães. Começaram pela Baviera. Em 1933, Heydrich reuniu alguns dos seus homens do SD e juntos entraram à força  na sede da polícia em Munique, tomando o controlo com tácticas intimidatórias. Himmler passou a ser o chefe da polícia de Munique e Heydrich o comandante do Departamento IV, a polícia política.
Em 1933, Hitler chegou a Chanceler da Alemanha e emitiu uma série de decretos onde se tornava Führer und Reichskanzler (líder e chanceler) da Alemanha. Os primeiros campos de concentração, cujo objectivo inicial era o de receber oponentes ao regime, foram criados no início de 1933. No final do ano, já tinham sido construídos mais de cinquenta campos.
Hermann Göring fundou a Gestapo em 1933 como força policial prussiana. Quando Göring transferiu toda a autoridade sobre a Gestapo para Himmler em Abril de 1934, tornou-se logo um instrumento de terror sob a supervisão das SS. Himmler designou Heydrich para chefiar a Gestapo em 22 de Abril de 1934. A 9 de Junho de 1934, Rudolf Hess declarou o SD como o serviço oficial de Informação nazi.

### Destruição daSturmabteilung
A partir de Abril de 1934, e segundo instruções de Hitler, Heydrich e Himmler começaram a elaborar um dossier sobre o líder da Sturmabteilung (milícia paramilitar, abreviada como SA. Em alemão, "Destacamento Tempestade") Ernst Röhm, para tentar neutralizar a rivalidade que a sua liderança fazia ao partido. Nesta altura, as SS ainda faziam parte da SA, a primeira organização paramilitar que contava já com mais de três milhões de homens. Conforme directrizes de Hitler, Heydrich, Himmler, Göring e Viktor Lutze elaboraram listas de todos aqueles que deviam ser eliminados, começando por sete oficiais de topo da SA entre outros. Em 30 de Junho de 1934, as SS e a Gestapo agiram em simultâneo para proceder a detenções em massa que duraram dois dias. Röhm foi executado sem direito a julgamento, juntamente com outros oficiais da SA. A purga ficou conhecida como a Noite das Facas Longas. Mais de duzentas pessoas foram mortas na acção. Lutze foi escolhido para chefe da SA que foi convertida numa organização dedicada ao desporto e à formação.
Com a SA fora de caminho, Heydrich começou a esculpir a Gestapo para que esta se tornasse num instrumento de terror. Melhorou o seu sistema de classificação por cartões, criando categorias de infractores com cartões coloridos. A Gestapo tinha a autoridade para deter cidadãos sob a suspeita de que poderiam cometer um crime, e a definição de crime ficava ao seu critério. A Lei da Gestapo, criada em 1936, dava à polícia o direito de agirem extra-legalmente. Este novo facto levava a uma maior abrangência da Schutzhaft—"custódia protectora", um eufemismo para o poder de deter pessoas sem processos judiciais. Os tribunais não podiam investigar ou interferir. A Gestapo era vista como agindo de forma legal desde que seguisse os desejos da liderança. As pessoas eram presas arbitrariamente, enviadas para campos de concentração ou mortas.
Himmler começou a desenvolver a noção de religião germânica e queria que os membros das SS deixassem a igreja. No início de 1936, Heydrich deixou a Igreja Católica. Sua esposa,Lina,já não era católica desde o ano anterior. Heydrich não só sentia que já não podia ser membro, como também passou a considerar o poder e a influência políticos da igreja como uma ameaça ao estado.

### Consolidação das forças policiais

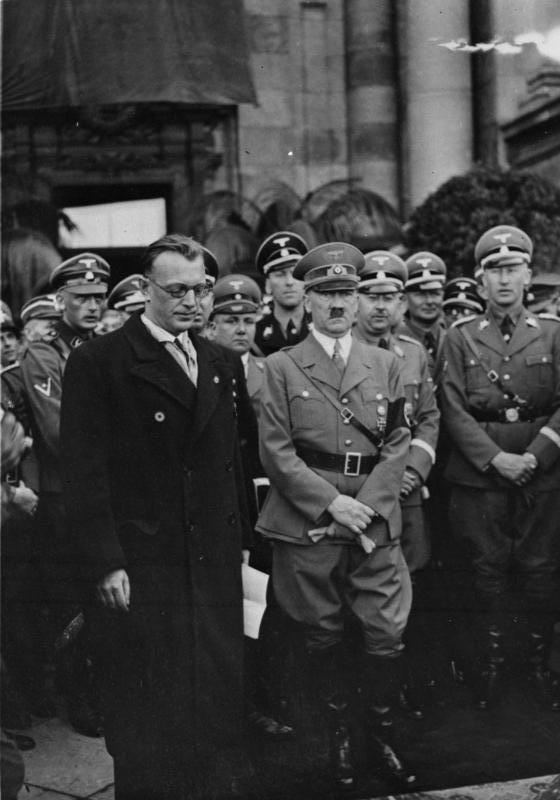
Seyß-Inquart, Adolf Hitler, Heinrich Himmler e Heydrich em Viena, Março de 1938

Em 17 de Junho de 1936, todas as forças policiais da Alemanha foram unidas, na sequência da nomeação de Himmler por Hitler para Chefe da Polícia Alemão. Com esta nomeação pelo Führer, Himmler e o seu assistente Heydrich tornaram-se os dois homens mais poderosos na administração interna da Alemanha. Himmler de imediato organizou a polícia em dois grupos: a Ordnungspolizei (Polícia da Ordem; Orpo), consistindo da polícia nacional e da municipal, e a Sicherheitspolizei (Polícia de Segurança; SiPo), constituída pela Geheime StaatsPolizei (Polícia Secreta do Estado; Gestapo) e pela Kriminalpolizei (Polícia Criminal; Kripo). Neste ponto, Heydrich era o chefe da SiPo e da SD. Heinrich Müller era o chefe de operações da Gestapo.
Heydrich foi escolhido para ajudar a organizar os Jogos Olímpicos de Verão de 1936 em Berlim. Os jogos serviram de veículo para divulgação da propaganda do regime nazi. Embaixadores da boa-vontade foram enviados aos países que estavam a considerar boicotar os jogos. A violência contra os judeus foi proibida, e os quiosques foram alterados para não apresentarem o Der Stürmer. Pela sua parte no sucesso nos jogos, Heydrich recebeu a Deutsches Olympiaehrenzeichen (a Medalha dos Jogos Olímpicos Primeira Classe).
Em Janeiro de 1937, Heydrich organizou a SD para, secretamente, começar a recolher e a analisar opiniões públicas. A partir dai, a Gestapo realizava buscas em casa, detenções e interrogatórios, o que consolidava o controlo sobre a opinião pública. Em Fevereiro de 1938, quando o chanceler austríaco Kurt Schuschnigg resistiu à proposta de fusão com a Alemanha de Hitler, Heydrich intensificou a pressão sobre a Áustria ao organizar e distribuir propaganda em Viena focando-se no sangue germânico comum entre os dois países. No Anschluss em 12 de Março, Hitler declarou a unificação da Áustria com a Alemanha nazi.
Em meados de 1939, Heydrich criou a Fundação Stiftung Nordhav para obter propriedades para as SS e Polícia Secreta usarem como casas de férias e de recepção de convidados. A Villa Wannsee, que a Stiftung Nordhav adquiriu em Novembro de 1940, foi o local onde decorreu a Conferência de Wannsee (20 de Janeiro de 1942). Na conferência, os oficiais de topo nazis formalizaram os planos para a deportação e extermínio de todos os judeus nos territórios pela Alemanha, e aqueles ainda não conquistados. Esta acção seria coordenada pelos representantes das agências estatais nazis presentes na conferência.
No dia 27 de Setembro de 1939, a SD e a SiPo (constituídas pela Gestapo e da Kripo) foram integradas para formar o novo Gabinete de Segurança Principal do Reich ou Reichssicherheitshauptamt (RSHA), que ficou sob o controlo de Heydrich. O título de Chef der Sicherheitspolizei und des SD (Chefe da Polícia de Segurança e SD) ou CSSD, foi atribuído a Heydrich em 1 de Outubro. Heydrich tornou-se o presidente do ICPC (mais tarde conhecido como Interpol) em 24 de Agosto de 1940, e a sua sede foi transferida para Berlim. Foi promovido a SS-Obergruppenführer und General der Polizei em 24 de Setembro de 1941.

### Purgas no Exército Vermelho
Em 1936, Heydrich ficou a saber que um oficial superior soviético planeava derrubar Josef Stalin. Sentido que era uma oportunidade para atacar tanto o Exército Soviético como ao almirante Wilhelm Canaris da Abwehr, Heydrich decidiu que os oficiais russos deviam ser "desmascarados". Discutiu o assunto com Himmler, e ambos foram falar com Hitler. Mas a "informação" que Heydrich tinha recebido era informação enganadora dada por Stalin numa tentativa de legitimar as suas purgas planeadas no alto-comando do Exército Vermelho. Stalin deu instruções a um dos seus melhores agentes do NKVD, o general Nikolai Skoblin, para passar informações falsas a Heydrich, sugerindo que o marechal Mikhail Tukhachevsky, e outros generais soviéticos, estavam a planear contra Stalin. Hitler aprovou o plano de Heydrich para agir imediatamente. A SD de Heydrich falsificou documentos e cartas que implicavam Tukhachevsky e outros comandantes do Exército Vermelho. A documentação foi entregue ao NKVD. A Grande Purga do Exército Vermelho seguiu as ordens de Stalin. Apesar de Heydrich acreditar que tinha levado Estaline a executar ou a fazer desaparecer 35 000 oficiais dos seus corpos, a importância do papel de Heydrich nesta ação é um assunto especulativo e alvo de conjecturas. A justiça militar soviética não utilizou os documentos falsos contra os generais no seu julgamento secreto; em vez disso, basearam-se em falsas confissões obtidas à força junto dos acusados.

### Decreto "Noite e Nevoeiro"

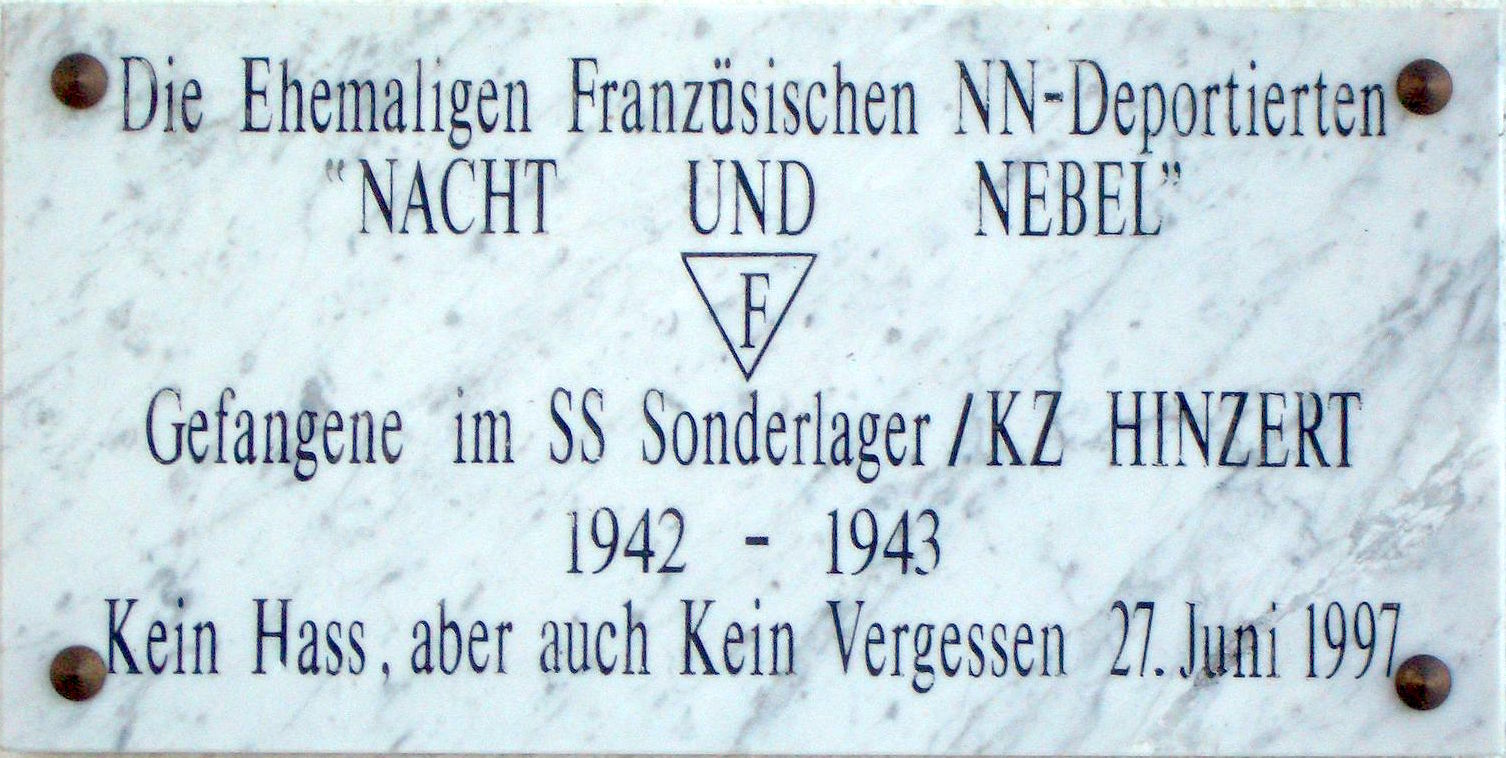
Placa comemorativa das vitimas francesas do Decreto "Noite e Nevoeiro" no campo de concentração de Hinzert

No final de 1940, os exércitos alemães estavam espalhados pela Europa Ocidental. No ano seguinte, a SD ficou responsável por colocar em prática o decreto "Noite e Nevoeiro" (Nacht und Nebel). Segundo o decreto, as "pessoas que pusessem em perigo a segurança alemã" deviam ser detidas da forma mais discreta: "na cobertura da noite e do nevoeiro". As pessoas desapareciam sem deixar qualquer rasto. Por cada prisioneiro, a SD tinha de preencher uma questionário com informações pessoais, país de origem e o detalhe com os crimes contra o Reich. Este questionário era colocado num envelope, com um selo em que estava escrito Nacht und Nebel, que era enviado para o Gabinete Principal de Segurança do Reich. No "Arquivo Interno Central" do Gabinete Central das SS para a Economia e Administração (SS Wirtschafts-Verwaltungshauptamt, WVHA), tal como em muitos outros arquivos sobre campos de concentração, estes prisioneiros recebiam um código especial de "prisioneiro secreto", ao contrário dos códigos para prisioneiros de guerra, judeu, cigano, criminoso e outros. O decreto continuou activo mesmo depois da morte de Heydrich. Nunca se soube quantas pessoas desapareceram, mas estima-se em cerca de sete mil.

### Protector do Reich para a Boémia e Morávia

Heydrich (à esquerda) com Karl Hermann Frank no Castelo de Praga em 1941

Em 27 de Setembro de 1941, Heydrich foi nomeado Delegado Protector do Reich para o Protetorado da Boémia e Morávia (parte da Checoslováquia incorporada no Reich a 15 de Março de 1939) assumindo o controlo do território. O Protector do Reich, Konstantin von Neurath, manteve-se como chefe titular do território, mas foi enviado "de licença" pois Hitler, Himmler e Heydrich achavam que esta "abordagem suave" aos checos tinha provocado sentimentos antigermânicos, encorajando a resistência antialemã através de greves e sabotagens. Quando foi nomeado, Heydrich disse aos seus assistentes: "Iremos germanizar os vermes checos".
Heydrich chegou a Praga para reforçar a política, combater a resistência ao regime nazi, e manter as quotas de produção dos motores e armas checos que eram "extremamente importantes para o esforço de guerra alemão". Heydrich considerava a região como um bastião do germanismo e condenava as "facadas nas costas" da resistência checa. Para efectivar os seus objectivos, Heydrich exigiu que se fizesse uma classificação racial daqueles que podiam e não podiam ser germanizados. De acordo com ele, "Transformar este lixo checo em alemães deve dar origem a métodos baseados em conceitos racistas". Heydrich começou a sua administração aterrorizando a população: 92 cidadãos foram executados nos primeiros três dias da sua chegada a Praga. Os seus nomes surgiram em cartazes por toda a região ocupada. Em quase todas as avenidas onde os checos podiam expressar a sua cultura em público, foram encerradas. De acordo com as estimativas de Heydrich, entre 4 mil e 5 mil pessoas foram detidas em Fevereiro de 1942. Aqueles que não foram executados foram enviados para o campo de concentração de Mauthausen-Gusen, onde apenas quatro por cento dos prisioneiros checos sobreviveram à guerra. Em Março de 1942, foram efectuadas mais acções ofensivas contra a cultura checa e organizações patrióticas, militares e de informação resultando na quase neutralização da resistência checa. Apesar de algumas células desorganizadas da Liderança Central da Resistência Interna (Ústřední vedení odboje domácího, ÚVOD) tenham conseguido sobreviver, apenas a resistência comunista conseguiu operar de forma organizada (embora também tenha sofrido detenções). O clima de terror também paralisou a resistência na sociedade, com repressão pública generalizada contra qualquer acção de resistência à nova administração alemã. As políticas brutais de Heydrich durante aquele período fizeram-lhe ganhar a alcunha de "o carniceiro de Praga".
No papel de Protector do Reich da Boémia e Morávia, Heydrich aplicou uma combinação de métodos de recompensa e punição para controlar o comportamento das pessoas. O trabalho foi organizado na base da Frente Alemã para o Trabalho. Heydrich utilizou equipamento confiscado à organização checa Sokol para organizar eventos para os trabalhadores. Foram distribuídos sapatos e rações alimentares de forma gratuita, as pensões foram aumentadas e, durante algum tempo, os domingos passaram a ser dias de descanso. A protecção no desemprego foi estabelecida pela primeira vez. O mercado negro foi suprimido. Aqueles que lhe estavam associados ou com os movimentos de resistência, foram torturados ou executados. Heydrich catalogou-os como "criminosos económicos" e "inimigos do povo", medida que o ajudou a ganhar mais apoios. As condições em Praga e no resto do território checoslovaco eram relativamente pacíficas sob a administração de Heydrich, e a produção industrial aumentou. Ainda assim, aquelas medidas não conseguiam ocultar as faltas de recursos e o aumento da inflacção; os relatos de aumento do descontentamento multiplicaram-se.
Apesar de mostrar a sua boa-vontade em público, em privado Heydrich não tinha quaisquer dúvidas sobre o seu objectivo: "Toda esta região será, um dia, definitivamente alemã, e os checos não terão nada para eles aqui". Cerca de dois terços da população seria, eventualmente, movida para as regiões da Rússia ou exterminada após a vitória da Alemanha nazi na guerra. A Boémia e a Morávia seriam anexados no Reich Alemão.
A força-de-trabalho checa foi explorada como trabalho forçado nazi. Mais de cem mil trabalhadores foram retirados de empregos "inadequados" e recrutados pelo Ministério do Trabalho. Em Dezembro de 1941, os checos podiam ir trabalhar onde quer que fosse necessário nos territórios de Reich. Entre Abril e Novembro de 1942, 79 000 trabalhadores checos foram levados desta forma para trabalhar na Alemanha nazi. Da mesma forma, o horário de trabalho passou das oito para as doze horas de trabalho a partir de Fevereiro de 1942.
Heydrich foi, para todos os efeitos, ditador militar da Boémia e da Morávia. As suas mudanças na estrutura presidencial deixaram o presidente Emil Hacha, e o seu gabinete, desprovidos de qualquer poder. Era habitual ver Heydrich a conduzir o seu automóvel descapotável sozinho, sinal da sua confiança nas forças de ocupação e na eficácia do seu governo.

## Papel de Heydrich no Holocausto
Muitos historiadores descrevem Heydrich como o membro mais temido e cruel da elite nazista. Hitler chamava-o de "o homem com o coração de ferro". Foi um dos principais arquitetos do Holocausto durante os primeiros anos da guerra, recebendo e respondendo apenas às ordens de Hitler, Göring e Himmler, sobre todos os assuntos referentes a deportações, detenções e extermínio dos judeus.
Heydrich foi um dos organizadores da Kristallnacht ("Noite de Cristal"), um pogrom contra os judeus por toda a Alemanha na noite de 9–10 de Novembro de 1938. Heydrich enviou um telegrama nessa noite para várias delegações da SD e da Gestapo para ajudar a coordenar o pogrom com as SS, SD, Gestapo, polícia uniformizada (Orpo), SA, oficiais do Partido Nazi, e até com departamentos de bombeiros. O telegrama refere a permissão para incendiar e destruir os negócios e as sinagogas judaicas, e ordens para confiscar todo o "material de arquivo" dos centros comunitários e sinagogas judaicos. Mais, o telegrama ordena que "deverão ser detidos o máximo de judeus – em particular o mais influentes –em todos os distritos. Imediatamente após todas as detenções terem sido efectuadas, os devidos campos de concentração deverão ser contactados para lá colocar os judeus o mais depressa possível". Cerca de duzentos mil judeus foram enviados para campos de concentração nos dias seguintes; os historiadores consideram a Noite de Cristal como o início do Holocausto.
Quando Hitler solicitou um pretexto para a Invasão da Polónia em 1939, Himmler, Heydrich e Heinrich Müller planearam uma operação enganadora designada por Operação Himmler. Envolvia um falso ataque à estação de rádio alemã em Gleiwitz em 31 de Agosto de 1939. Heydrich pensou no plano e visitou o local, que ficava situado a 6 km da fronteira polaca. Vestindo uniformes polacos, 150 soldados alemães fizeram vários ataques ao longo da fronteira. Hitler serviu-se dos ataques como desculpa para lançar a sua invasão.
De acordo com as instruções de Himmler, Heydrich criou o Einsatzgruppen (grupos de intervenção) que se juntaram aos exércitos alemães no início da Segunda Guerra Mundial. A 21 de Setembro de 1939, Heydrich enviou uma mensagem escrita sobre "a questão judaica no território ocupado" aos chefes de todos Einsatzgruppen com instruções para reunir os judeus em guetos; criar Judenräte (conselhos judeus); realizar censos; e promover planos de arianização para judeus donos de negócios e quintas, entre outras medidas. As unidades Einsatzgruppen seguiram o exército até à Polónia para implementar os planos. Mais tarde, na União Soviética, foram designados para reunir e executar judeus com recurso a pelotões de fuzilamento e gaseamento com os escapes de carrinhas. O historiador Raul Hilberg estima que, entre 1941 e 1945, os Einsatzgruppen e tropas auxiliares, mataram mais de dois milhões de pessoas, incluindo 1,3 milhões de judeus. Heydrich, contudo, tratou de assegurar a segurança de alguns judeus, como Paul Sommer, antigo esgrimista campeão que ele conheceu antes de entrar para as SS. Também protegeu a equipa olímpica polaca de esgrima que competiu nos Jogos Olímpicos de Verão de 1936.
Em 29 de Novembro de 1939, Heydrich emitiu uma mensagem por cabo sobre a "Retirada das Províncias do Novo Oriente", com o detalhe da deportação de pessoas por comboio para campos de concentração, e instruções acerca do censo de Dezembro de 1939, que seria a base sobre a qual as deportações seriam realizadas. Em Maio de 1941, Heydrich estabeleceu regulamentos com o quartel-mestre-general Eduard Wagner para a futura invasão da União Soviética, estabelecendo que os Einsatzgruppen e o exército trabalhariam juntos no assassinato dos judeus soviéticos.
Em 10 de Outubro de 1941, Heydrich era o oficial superior mais antigo na reunião sobre a "Solução Final" do RSHA em Praga, que discutiu a deportação de 50 000 judeus do Protectorado da Boémia e Morávia para guetos em Minsk e Riga. Dada a sua posição, Heydrich foi uma peça fundamental na operacionalização daqueles planos pois a sua Gestapo estava pronta a organizar deportações a Ocidente, e os seus Einsatzgruppen já estavam a realizar operações de execução em massa a Leste. Os oficiais presentes na reunião também discutiram a retirada de cinco mil judeus de Praga "nas próximas semanas" entregando-os aos comandantes das Einsatzgruppen Arthur Nebe e Otto Rasch. O estabelecimento de guetos no Protectorado também foi planeado, resultando na construção de Theresienstadt, onde cerca de 33 000 pessoas acabariam por perecer. Dezenas de milhares passaram pelo campo antes de seguirem para Leste para serem executados. Em 1941, Himmler escolheu Heydrich para "responsável pela implementação" da mobilização forçada de 60 mil judeus desde a Alemanha e Checoslováquia para o gueto de Lodz (Litzmannstadt) na Polónia.
Antes, em 31 de Julho de 1941, Hermann Göring deu autorização por escrito a Heydrich para assegurar a cooperação dos líderes administrativos dos vários departamentos do governo, na implementação de uma Endlösung der Judenfrage (Solução Final para a Questão Judaica) nos territórios sob controlo alemão.  Em 20 de Janeiro de 1942, Heydrich chefiou uma reunião, agora chamada de Conferência de Wannsee, para discutir a implementação do plano. O historiador Donald Bloxham reconhece que, sobre a discussão acerca dos responsáveis na Solução Final, Heydrich pouco tempo gastou a dizer mal dos judeus e, em vez disso, concentrou os seus esforços na sua "tarefa supranacional".

## Assassinato

### Morte em Praga

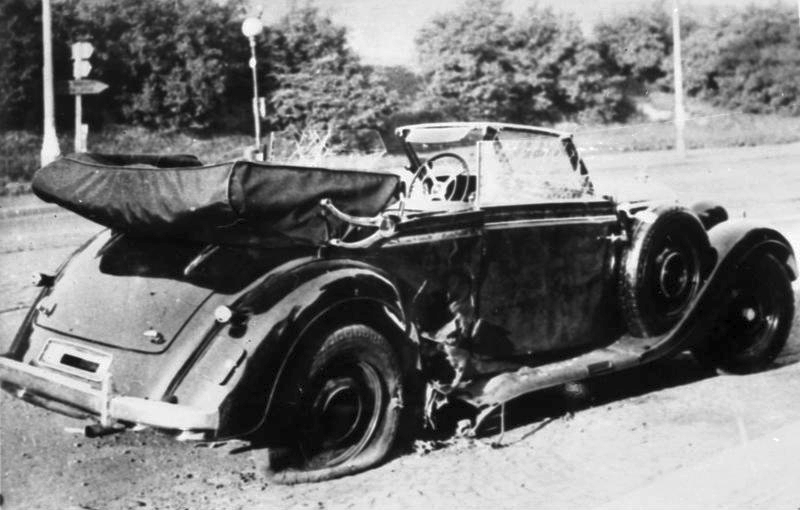
O Mercedes-Benz descapotável no qual Heydrich foi mortalmente ferido

Em Londres, o Governo checoslovaco no exílio resolveu matar Heydrich. Jan Kubiš e Jozef Gabčík encabeçaram o grupo escolhido para a operação. Treinados pela Special Operations Executive (SOE) britânica, os dois homens regressaram ao Protectorado, de um Handley Page Halifax saltando de de paraquedas, em 28 de Dezembro de 1941. Durante alguns meses viveram escondidos, a preparar-se para a tentativa de assassinato.
Em 27 de Maio de 1942, Heydrich planeava encontrar-se com Hitler em Berlim. Documentos alemães sugerem que Hitler tinha a intenção de transferir Heydrich para a França ocupada, onde a resistência francesa conquistava terreno. Heydrich tinha que passar por uma zona onde a estrada Dresden-Prague se cruzava com uma via para a Ponte Troja. O cruzamento, no subúrbio de Praga de Libeň, era o local ideal para o ataque pois o motorista tinha de abrandar por causa de uma curva apertada. Conforme o carro de Heydrich abranda, Gabčík apontou-lhe uma Pistola-metralhadora Sten, mas esta encrava e falha o tiro. Em vez de pedir ao motorista para acelerar, Heydrich ordenou que o carro parasse e tentou confrontar os atacantes. Então, Kubiš aproveita que o carro está parado para atirar uma bomba (uma mina antitanque convertida) para a parte traseira da viatura. A explosão fere Heydrich e Kubiš.
Quando o fumo se dissipou, Heydrich saiu dos destroços do carro com a sua arma na mão; perseguiu Kubiš e tentou disparar. Kubiš saltou para a sua bicicleta e fugiu. Heydrich correu atrás dele, mas pouco depois caiu devido aos seus ferimentos. Enviou o seu motorista, Klein, para ir no encalço de Gabčík a pé. Na troca de fogo que se seguiu, Gabčík feriu Klein na perna e fugiu para uma casa. Heydrich, ainda com a sua pistola na mão, agarrou o lado esquerdo do seu corpo que sangrava abundantemente.
Uma mulher checa foi ajudar Heydrich e chamou uma carrinha que passava. Heydrich foi colocado na cabina do motorista, mas queixou-se que os movimentos da viatura lhe estavam a causar dores. Foi colocado na parte de trás da carrinha, de estômago para baixo, e levado de urgência para o Hospital Na Bulovce. Heydrich tinha sofrido ferimentos graves no seu flanco esquerdo, nomeadamente diafragma, baço e pulmão, e costela fracturada. Um médico, Slanina, tratou da ferida no peito enquanto outro, Walter Diek, tentou sem sucesso retirar os estilhaços. Decidiu, então, operar. Heydrich recebeu várias transfusões de sangue. Foi-lhe realizada uma esplenectomia, e a ferida no peito, pulmão esquerdo e diafragma foram desbridados e as feridas fechadas. Himmler ordenou a outro médico, Karl Gebhardt, que fosse para Praga para dar apoio. Apesar de uma febre, a recuperação parecia correr bem. Theodor Morell, o médico pessoal de Hitler, sugeriu a aplicação de sulfonamida (um novo produto antibacteriano), mas Gebhardt, pensando que Heydrich se recuperaria, recusou a ideia. No dia 2 de Junho, durante uma visita de Himmler, Heydrich aceitou o seu destino e recitou uma passagem de uma ópera do seu pai:
| “ | O mundo é apenas um realejo que o próprio Senhor Deus toca. Temos todos de dançar de acordo com o ritmo que já se encontra no tambor. | ” |
|   | — Heydrich. |   |

Heydrich entrou em coma depois da visita de Himmler e nunca recuperou a consciência. Morreu em 4 de Junho, provavelmente pelas 04h30 aos 38 anos. A autópsia concluiu que morreu de septicemia. A expressão facial de Heydrich quando morreu mostrava uma "espiritualidade estranha e uma beleza totalmente pervertida, como um Cardeal da renascença," segundo Bernhard Wehner, um oficial da Kriminalpolizei (KRIPO) que investigou o assassinato.

### Funeral

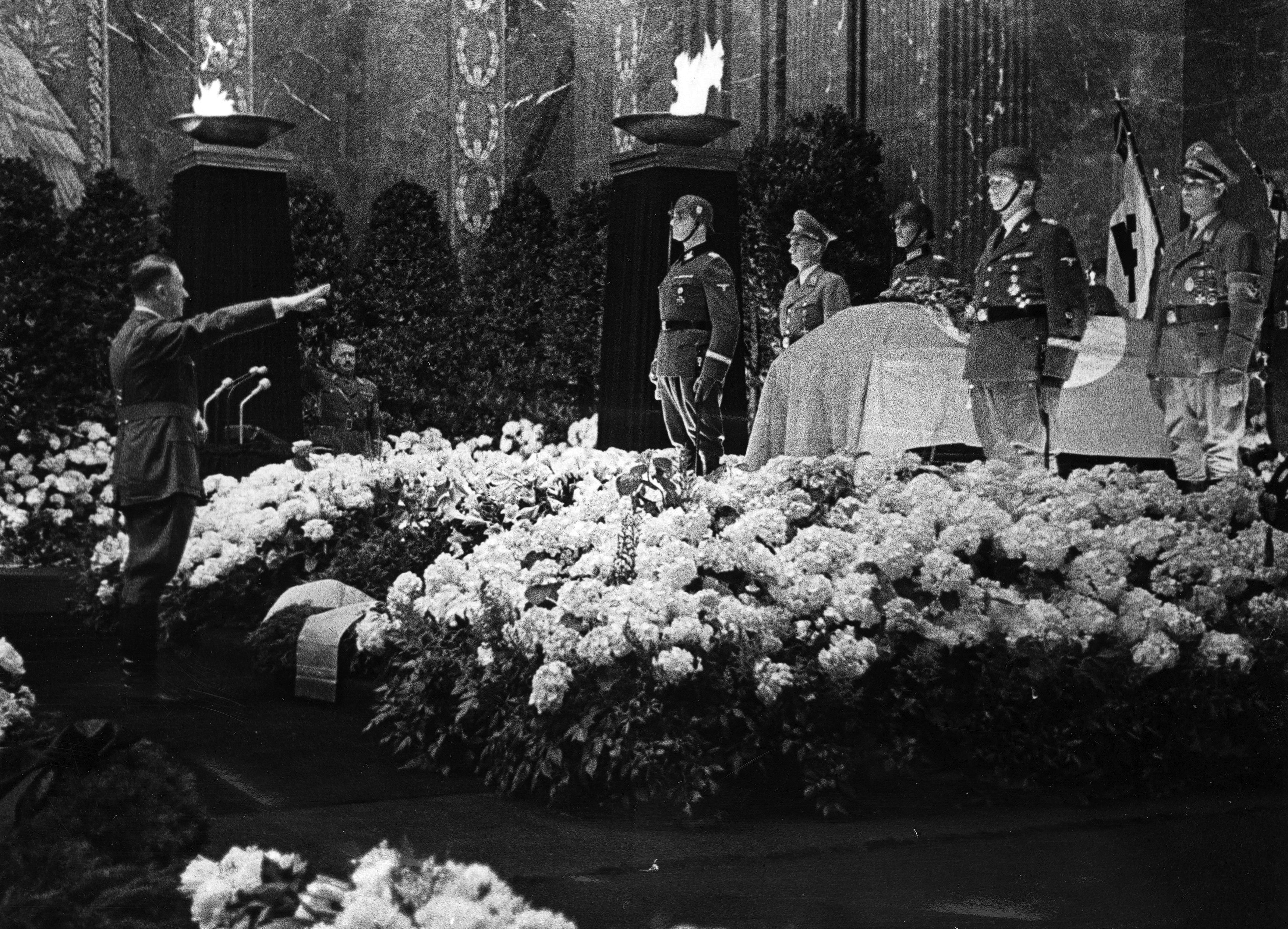
Hitler saudando o caixão de Heydrich.

Depois de um elaborado funeral em Praga a 7 de Junho de 1942, o caixão de Heydrich foi colocado num comboio para Berlim, onde teve lugar uma segunda cerimónia na nova Chancelaria do Reich em 9 de Junho. Himmler foi o encarregado para discursar. Hitler esteve presente e colocou as condecorações de Heydrich—incluindo o mais alto grau da Ordem Alemã, a medalha da Ordem do Sangue, o Crachá dos Feridos em Ouro, e a Cruz de Mérito de Guerra de 1.ª Classe com Espadas—na almofada do funeral. Apesar de a morte de Heydrich ter servido como propaganda pró-Reich, Hitler culpou Heydrich pela sua própria morte, por descuido:
| “ | Uma vez que é a oportunidade que não só faz o ladrão mas também o assassino, tais gestos heróicos como conduzir um veículo descapotável e não blindado, ou passear em ruas sem segurança, são nada mais que uma estupidez, que não serve a Pátria nem um pouco. Tal homem insubstituível como Heydrich não se devia expor a perigos desnecessários; só o posso condenar como estúpido e idiota. | ” |
|   | — Hitler. |   |

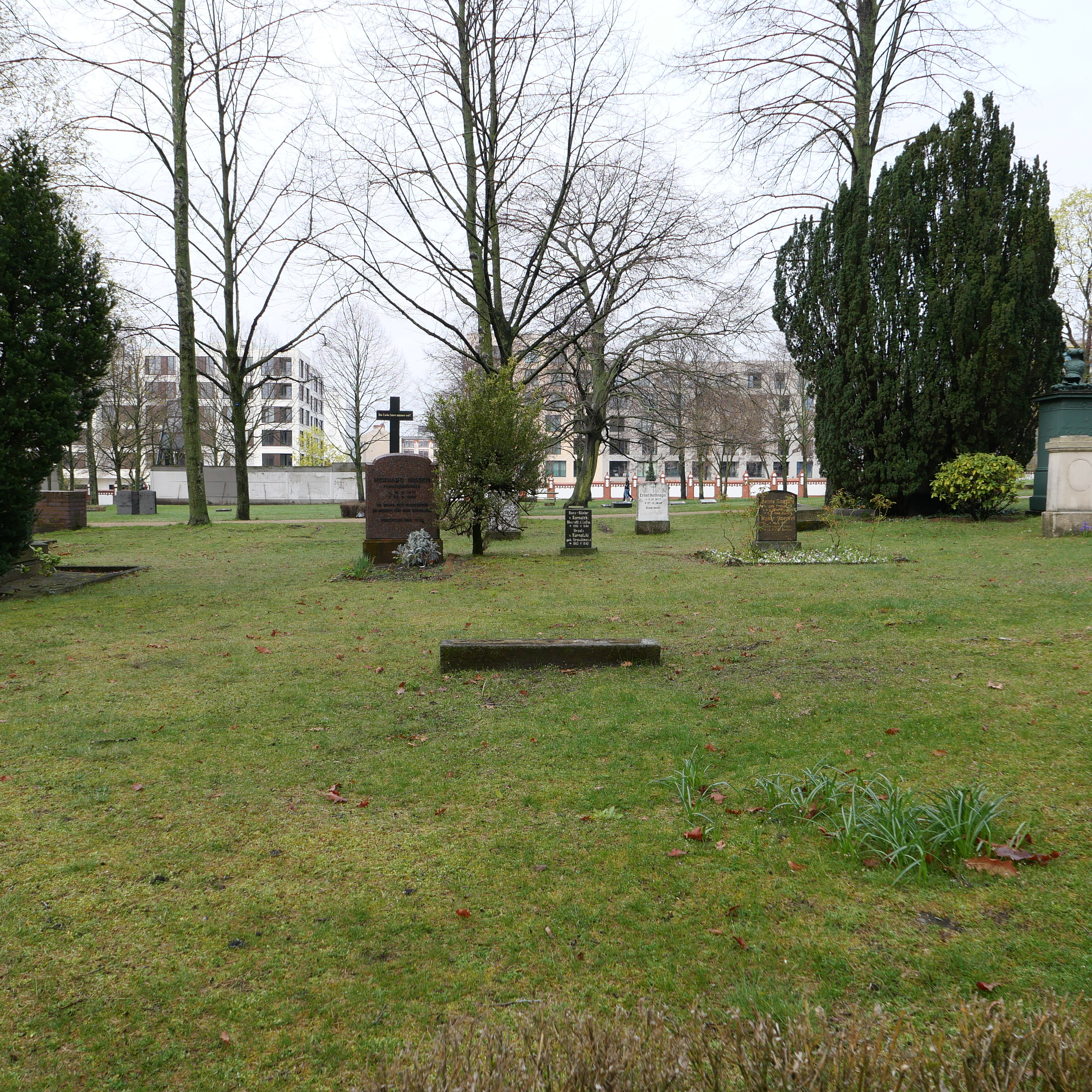
Sepultura anônima de Heydrich no Cemitério dos Inválidos de Berlim. A localização exata tornou-se de conhecimento público em 2019, quando criminosos desconhecidos abriram a tumba.

Heydrich foi sepultado no Cemitério dos Inválidos de Berlim, um cemitério militar. O local exacto não é conhecido—um marco em madeira temporário que desapareceu quando o Exército Vermelho entrou na cidade em 1945, nunca foi substituído, de modo que o local não se tornasse alvo de peregrinação de neo-nazis. Uma fotografia do enterro de Heydrich mostra as coroas e carpideiras na secção A, perto da parede norte do cemitério e da Scharnhorststraße, em frente do cemitério. Uma biografia recente de Heydrich também posiciona a sepultura na Secção A. Hitler tinha planeado erguer um túmulo monumental a Heydrich (desenhado pelo escultor Arno Breker e pelo arquitecto Wilhelm Kreis), mas devido aos crescentes problemas financeiros da Alemanha, tal nunca foi realizado. A viúva de Heydrich ganhou o direito de receber uma pensão na sequência de vários processos em tribunal contra o governo da Alemanha Ocidental em 1956 e 1959. Teve direito a uma pensão de valor elevado pois o seu marido foi um general morto em acção. Inicialmente, o governo tinha recusado baseando-se no papel de Heydrich no Holocausto. O casal tinha quatro filhos: Klaus (1933), morto num acidente de viação em 1943; Heider (1934); Silke (1939); e Marte nascida pouco tempo depois da morte do pai em 1942. Lina escreveu umas memórias, Leben mit einem Kriegsverbrecher (Vivendo com um Criminoso de Guerra), publicadas em 1976. Casou de novo e morreu em 1985.

### Rescaldo

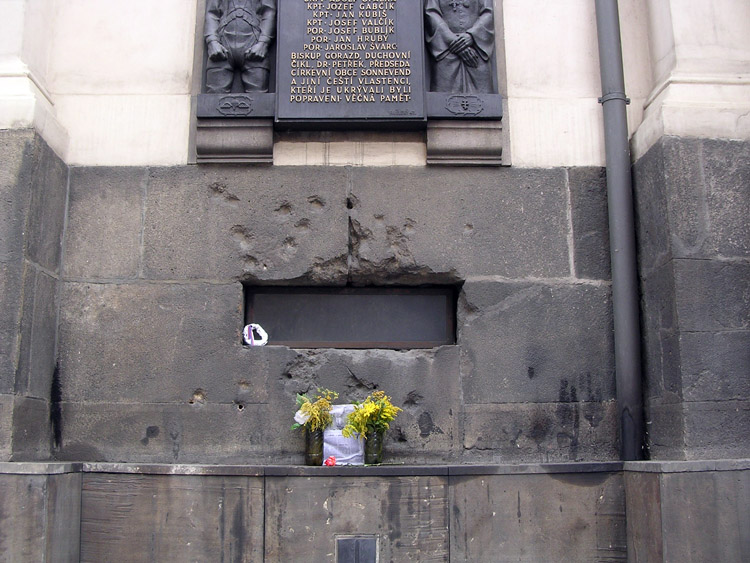
Marcas de balas na janela da igreja de St. Cyril e St. Methodius em Praga, onde Kubiš e os seus compatriotas foram encurralados

Os atacantes de Heydrich esconderam-se em casas e acabaram por procurar refúgio na Catedral de S. Cirílo e S. Metódio, uma igreja ortodoxa em Praga. Depois de um traidor da resistência checa ter denunciado o paradeiro dos atacantes, a igreja foi cercada por 800 membros das SS e da Gestapo. Foram mortos vários checos, e os restantes esconderam-se na cripta da igreja. Os alemães tentaram expulsar os homens com tiros, gás lacrimogéneo e inundando a cripta. Por fim, conseguiram abrir um buraco com explosivos. Em vez de se renderem, os soldados suicidaram-se. Os apoiantes dos assassinos que morreram no cerco alemão incluíam o líder da igreja, Bispo Gorazd, que passou a ser reverenciado como mártir da Igreja Ortodoxa.
Furioso com a morte de Heydrich, Hitler ordenou a detenção e execução de 10 000 checos, escolhidos ao acaso. Mas depois de consultar Karl Hermann Frank, refreou a sua intenção. O território checo era uma importante zona industrial para a produção de material de guerra alemão, e a matança indiscriminada podia minar a produtividade da região. Hitler deu instruções para se efectuar uma rápida investigação. Os serviços de informação falsearam ligações dos assassinos à cidades de Lídice e Ležáky. Um relatório da Gestapo referiu que Lídice, 22km a noroeste de Praga, era suspeita de ser um esconderijo dos atacantes pois alguns dos oficiais de exército checo, agora em Inglaterra, tinham vindo de lá, e a Gestapo encontrou um rádio da resistência em Ležáky. Em 9 de Junho, depois de se reunir com Himmler e Karl Hermann Frank, Hitler ordenou uma série de repressões brutais. Mais de treze mil pessoas foram detidas, deportadas e presas. A partir de 10 de Junho, todos os cidadãos do sexo masculino com mais de 16 anos de idade das vilas e aldeias de Lídice e Ležáky foram mortos. Todas as mulheres em Ležáky também morreram. Todas as mulheres, à excepção de quatro, de Lídice, foram deportadas de imediato para o campo de concentração de Ravensbrück (as quatro estavam grávidas – teriam sido obrigadas a abortar no mesmo hospital onde Heydrich morreu, e enviadas para o campo de concentração). Algumas crianças foram escolhidas para serem germanizadas, e 81 foram assassinadas com gás dentro de carrinhas no campo de extermínio de Chełmno. Ambas as cidades foram incendiadas e as ruínas de Lídice foram niveladas. Cerca de 1300 pessoas foram massacradas depois da morte de Heydrich.
Os substitutos de Heydrich foram Ernst Kaltenbrunner, como chefe da RSHA, e Karl Hermann Frank (27–28 de Maio de 1942) e Kurt Daluege (28 de Maio de 1942 – 14 de Outubro de 1943) como os novos Reichsprotektors.
Depois da morte de Heydrich, as políticas formalizadas na Conferência de Wannsee a que ele presidiu, foram actuadas. Os primeiros três campos de extermínio, desenhados para execuções em massa, sem processo legal ou pretexto, foram construídos em Treblinka, Sobibor e Bełżec. O projecto foi designado por Operação Reinhardt.

## Resumo da carreira
A carreira de Reinhard Heydrich nas SS é uma das mais profundamente estudadas de qualquer general daquela força, com várias descrições em diversas fases da sua ascensão ao poder.
O estilo de liderança de Heydrich tinha por base espalhar o medo para controlar e obter obediência e respeito. Era uma pessoa séria, nunca amigável ou simpática, que cultivava uma atitude marcial. Fazia exercício diariamente e cuidava da sua aparência, e esperava que os seus subordinados fizessem o mesmo. Tinha poucos amigos íntimos, e era altamente desconfiado, em particular dos outros oficiais seniores das SS. Himmler era uma excepção; para ele, Heydrich oferecia uma obediência cega e era visto como "um verdadeiro SS" pela sua devoção. A principal motivação de Himmler para confiar em Heydrich tinha por base a falta de interesse de Heydrich em tomar o lugar de Himmler (algo que Heydrich disse a Himmler e a outros em várias ocasiões).
Heydrich desenvolveu relações mais próximas a nível profissional apenas dentro do círculo das forças de segurança das SS. Heinrich Müller era um desses exemplos, e Heydrich aparentava confiar nele. A lealdade de Adolf Eichmann impressionou  Heydrich, e foi uma das razões para o ter nomeado secretário na Conferência de Wannsee. Herbert Kappler, escolhido para comandante de todas as forças de segurança das SS em Roma, seria um protegido de Heydrich. O pessoal das SS favorecido por Heydrich, em particular aqueles que estiveram presentes em Wannsee, tinham a mesma devoção às SS, falta de remorsos em relação às ordens brutais sobre execuções, e, acima de tudo, lealdade pessoal para com Heydrich na sua capacidade de comandante das forças de segurança. Em sentido contrário, o facto de Heydrich não gostar, e desconfiar, de Arthur Nebe e Walter Schellenberg, poderá ter aumentado a sua independência e ambição.
Dizia-se que Heydrich desprezava o serviço dos Campos de Concentração e tinha um ódio particular por Theodor Eicke, a quem ele chamava de "anão ambicioso". Heydrich tinha poucas ligações com e não confiava em Oswald Pohl. Ele caracterizou Rudolf Höss, comandante de Auschwitz, um rufia inculto. A um nível administrativo mais elevado nas SS, Heydrich eram amigo de Karl Wolff. Anos mais tarde, Wolff disse que andava sempre com cuidado em relação a Heydrich, que parecia estar sempre à espera de uma oportunidade para o apanhar em falso e o fazer cair em desgraça junto de Himmler. Na Allgemeine SS, Heydrich fez ligações com alguns dos SS e Líderes da Polícia mais poderosos como Friedrich Jecklen. Heydrich mantinha diálogos com ele, mas ocasionalmente, especialmente depois de Jecklen ter entrado em conflito com Himmler no final dos anos 1930 e início dos 1940.
Os oficiais de segurança e polícia seleccionados para gerir os campos da Operação Reinhardt, faziam parte dos contactos profissionais mais próximos de Heydrich - Odilo Globocnik e Christian Wirth eram dois deles. Na sua outra área de responsabilidades, a de governador do Protectorado Checo, Heydrich tinha um comportamento frio em relação a Karl Hermann Frank, o qual ele não conhecia bem nem confiava.

### Currículo nas SS
A carreira de Heydrich nas SS caracterizou-se por uma mistura de promoções rápidas, comissões de reserva nas forças armadas regulares, e serviço na linha da frente. Durante os seus 11 anos nas SS, Heydrich "subiu na hierarquia" e passou por todos os postos desde o  de soldado ao de general. Também foi major na Luftwaffe, tendo efectuado perto de 100 missões de combate até 22 de Julho de 1941, quando o seu avião foi atingido por fogo da defesa antiaérea soviética. Heydrich fez uma aterragem de emergência atrás da linha do inimigo. Escapou de uma patrulha soviética e contactou uma patrulha alemã avançada. Depois deste episódio, Hitler ordenou, pessoalmente, que Heydrich regressasse a Berlim para continuar os seus serviços nas SS. A sua folha de serviço militar também o regista como tenente da Marinha de Reserva, apesar de, durante a Segunda Guerra Mundial, Heydrich não ter tido contacto com este ramo militar.
Heydrich recebeu vários prémios e condecorações militares e nazis, incluindo a Ordem Germânica, Ordem do Sangue, Crachá de Ouro do Partido, Crachá de Piloto-Aviador da Luftwaffe, barras de bronze e prata por missões de combate, e a Cruz de Ferro de Primeira e Segunda Classes.